# WTA-toernooi van Florianópolis
Het WTA-toernooi van Florianópolis is een jaarlijks terugkerend tennistoernooi voor vrouwen dat van 2013 tot en met 2016 en opnieuw sinds 2023 wordt georganiseerd in de Braziliaanse kustplaats Florianópolis. De officiële naam van het toernooi was Brasil Tennis Cup tot en met 2016 – sinds 2023 is de naam MundoTênis Open.
De WTA organiseerde het toernooi dat in de categorie "International" viel. In 2013 en 2014 werd gespeeld op hardcourt. In 2015 werd overgeschakeld naar de gravel-banen van Costão do Santinho. In 2016 keerde men terug naar de hardcourt-banen van Federação Catarinense de Tênis.

## Geschiedenis
Nadat de reeks WTA-toernooien van het toernooi van Brazilië, genaamd Brasil Open, eindigde met 2002, heeft Brazilië tien jaar lang niet op de WTA-kalender gestaan. In de periode van 2002 tot en met 2007 werden wel een of meer keer per jaar ITF-toernooien georganiseerd in Florianópolis, waar met ingang van 2013 een nieuw Braziliaans WTA-toernooi werd opgericht onder de naam Brasil Tennis Cup. In eerste instantie werd gedurende twee jaren in februari op hardcourt gespeeld. In 2015 en 2016 vond het toernooi in juli plaats – één jaar (2015) op gravelbanen; daarna een jaar op hardcourt waarna het werd gestaakt.
In 2023 werd het toernooi hervat in de categorie WTA 125, onder de naam MundoTênis Open, op de gravelbanen van het Jurerê Sports Center – sindsdien vindt het plaats in november/december (zomer in Brazilië).

## Enkel- en dubbelspeltitel in één jaar
| speelster       | in het jaar |
| --------------- | ----------- |
| Maja Chwalińska | 2024        |

## Finales

### Enkelspel
| Datum      | Naam              | Cat.          | ($)           | Ondergrond        | Winnares           | Verliezend finaliste    | Uitslag       |               |
| ---------- | ----------------- | ------------- | ------------- | ----------------- | ------------------ | ----------------------- | ------------- | ------------- |
| 2013-02-25 | Brasil Tennis Cup | International | 235.000       | hardcourt, buiten | Monica Niculescu   | Olga Poetsjkova         | 6-2, 4-6, 6-4 | details       |
| 2014-02-24 | Brasil Tennis Cup | International | 250.000       | hardcourt, buiten | Klára Zakopalová   | Garbiñe Muguruza        | 4-6, 7-5, 6-0 | details       |
| 2015-07-27 | Brasil Tennis Cup | International | 250.000       | gravel, buiten    | Teliana Pereira    | Annika Beck             | 6-4, 4-6, 6-1 | details       |
| 2016-07-31 | Brasil Tennis Cup | International | 250.000       | hardcourt, buiten | Irina-Camelia Begu | Tímea Babos             | 2-6, 6-4, 6-3 | details       |
| 2017–2022  | geen toernooi     | geen toernooi | geen toernooi | geen toernooi     | geen toernooi      | geen toernooi           | geen toernooi | geen toernooi |
| 2023-11-20 | MundoTênis Open   | WTA 125       | 115.000       | gravel, buiten    | Ajla Tomljanović   | Martina Capurro Taborda | 6-1, 7-5      | details       |
| 2024-12-02 | MundoTênis Open   | WTA 125       | 115.000       | gravel, buiten    | Maja Chwalińska    | Ylena In-Albon          | 6-1, 6-2      | details       |

### Dubbelspel
| Datum      | Naam              | Cat.          | ($)           | Ondergrond        | Winnaressen                                | Verliezend finalistes                     | Uitslag          |               |
| ---------- | ----------------- | ------------- | ------------- | ----------------- | ------------------------------------------ | ----------------------------------------- | ---------------- | ------------- |
| 2013-02-25 | Brasil Tennis Cup | International | 235.000       | hardcourt, buiten | Anabel Medina Garrigues Jaroslava Sjvedova | Anne Keothavong Valerija Savinych         | 6-0, 6-4         | details       |
| 2014-02-24 | Brasil Tennis Cup | International | 250.000       | hardcourt, buiten | Anabel Medina Garrigues Jaroslava Sjvedova | Francesca Schiavone Sílvia Soler Espinosa | 7-6, 2-6, [10-3] | details       |
| 2015-07-27 | Brasil Tennis Cup | International | 250.000       | gravel, buiten    | Annika Beck Laura Siegemund                | María Irigoyen Paula Kania                | 6-3, 7-6         | details       |
| 2016-07-31 | Brasil Tennis Cup | International | 250.000       | hardcourt, buiten | Ljoedmyla Kitsjenok Nadija Kitsjenok       | Tímea Babos Réka Luca Jani                | 6-3, 6-1         | details       |
| 2017–2022  | geen toernooi     | geen toernooi | geen toernooi | geen toernooi     | geen toernooi                              | geen toernooi                             | geen toernooi    | geen toernooi |
| 2023-11-20 | MundoTênis Open   | WTA 125       | 115.000       | gravel, buiten    | Sara Errani Léolia Jeanjean                | Julia Lohoff Conny Perrin                 | 7-5, 3-6, [10-7] | details       |
| 2024-12-02 | MundoTênis Open   | WTA 125       | 115.000       | gravel, buiten    | Maja Chwalińska Laura Pigossi              | Nicole Fossa Huergo Valerija Strachova    | 7-6, 6-3         | details       |